# Õhne
Der Fluss Õhne (estnisch Õhne jõgi) ist ein 86 km langer Fluss in Estland.

## Beschreibung
Der Fluss entspringt im 96 m über dem Meeresspiegel gelegenen See Veisjärv. Der Fluss ist 94 km lang. Er mündet in den See Võrtsjärv (deutsch Wirzsee). Die größten Zuflüsse sind die Flüsse Jõku und Helme.
Sein Einzugsgebiet umfasst etwa 573 km². Der Fluss hat auf seinem Weg ein Gefälle von 62 m. Zwischen Holdre und Koorküla fließt er einige Kilometer durch lettisches Gebiet.
Der Abschnitt zwischen der Brücke von Koorküla und der Brücke von Leebiku gehört zum länderübergreifenden Schutzgebietssystem Natura 2000 innerhalb der Europäischen Union.